# Hemse
Hemse é uma localidade da Suécia, situada no interior do sul da ilha da Gotlândia, a 50 quilômetros ao sul da cidade de Visby. Tem uma área de 2.13 quilômetros e população de 1 684 habitantes (censo de 2018), e pertence à Comuna da Gotlândia. É a segunda maior localidade da ilha. No seu património, tem destaque a Igreja de Hemse, do século XIII.